# Regatul Ungariei Răsăritene
Regatul Ungariei Răsăritene este numele sub care este desemnat în zilele noastre și în istoriografia națională maghiară domeniul lui Ioan Sigismund Zápolya și al suveranilor care au urmat după el, care au domnit în paralel cu regii habsburgici ai Ungariei Regale. Habsburgii au avut mai multe tentative de unire a celor două regate sub domnia lor, dar otomanii au împiedicat aceste încercări, preluând Regatul Ungariei Răsăritene sub protecția lor.
Teritoriul regatului a fost determinat prin semnarea Tratatului de pace de la Oradea (Nagyvárad) din 1538. Regatul Ungariei Răsăritene a dispărut ca entitate odată cu pretenția principilor Zápolya la tronul unei Ungarii unite, și cu limitarea revendicărilor lor la teritoriul aproximativ al fostului voievodat al Transilvaniei, împreună cu alte teritorii estice ale fostului Regat al Ungariei ce nu fuseseră anexate de otomani. Prin Tratatul de la Speyer ratificat în 1571, lui Zápolya i s-a recunoscut titlul de principe al Transilvaniei, iar acestui Principat i s-a recunoscut teritoriul sub suzeranitate otomană. Titlul avea să fie inclus în  Monarhiei Habsburgice în anul 1711, când principele Francisc Rákóczi al II-lea a fost înlocuit cu un guvernator habsburgic.

## Domnia lui Ioan I Zápolya
În timpul bătăliei de la Mohács din 1526, armata ungară a fost înfrântă,  iar regele Ludovic al II-lea a pierit în luptă. Turcii nu au profitat de această victorie, și-au retras forțele fără să ocupe țara.
După această înfrângere, regatul a fost condus de doi regi : Ioan I Zápolya (în maghiară : Szapolyai János) și Ferdinand I al Sfântului Imperiu Roman, care erau, fiecare în parte, sprijiniți de facțiunile rivale din rândul nobilimii maghiare.
În vreme ce Ioan I Zápolya era fostul voievod al Transilvaniei și, după dezastrul de la Mohács, cel mai puternic nobil din Ungaria, Ferdinand se bucura de sprijinul fratelui său, Carol al V-lea. Zápolya a încercat să echilibreze situația și a căutat să se alieze cu otomanii; iar în 1528 sultanul a fost de acord să îi acorde voievodului sprijinul în schimbul vasalității. 
În 1538 taberele care își disputau controlul asupra Ungariei au oficializat ceea ce era divizarea de facto a țării prin semnarea Tratatului de pace de la Oradea, ale cărui prevederi trebuiau să fie valabile pe toată perioada vieții lui Zápolya. 
Habsburgii au primit controlul asupra teritoriilor de nord și vest ale regatului, așa-numita Ungarie Regală. Acest teritoriu avea să aibă capitala la Pressburg (astăzi, Bratislava).

## Domnia lui Ioan al II-lea Sigismund
La moartea lui Zápolya, survenită în 1540, nobilimea maghiară l-a încoronat pe fiul minor al acestuia, Ioan Sigismund Zápolya, iar regatul a rămas divizat. Începând cu anul 1541 (sau 1542), Casa Zápolya (maghiară : Szapolyai-család) a controlat de asemenea și regiunea care avea să fie cunoscută după 1571 ca Partium.
De-a lungul celei mai mari părți a domniei lui Ioan al II-lea, regatul a fost condus de mama sa, Isabella, ajutată de Gheorghe Martinuzzi și cu sprijinul sultanului Suleiman Magnificul.
Începând cu anul 1541, Ungaria a fost împărțită în trei regiuni: Ungaria Regală, ai cărei nobili îl aleseseră rege pe împăratul Ferdinand, Regatul Ungariei Răsăritene, cel care avea să se transforme în Principatul Transilvaniei, și Pașalâcul Buda (Eyalet-ul Budin), regiunea controlată de Imperiul Otoman.
La jumătatea secolului al XVI-lea, Regatul Ungariei Răsăritene era format din comitatele Máramaros (Maramureș), Szabolcs, Szatmár (Sătmar), Közép-Szolnok (Sălaj), Bihar (Bihor), Külső-Szolnok, Békés (Bichiș), Csongrád (Ciongrad), Arad, Csanád (Cenad) și Temesköz (Timiș). Orașele mari, precum Várad (Oradea) ori Lippa (Lipova), erau și centre ale puterii de stat, care garantau puterea asupra magnaților locali. Unul dintre cei mai bogați nobili ai timpului a fost Péter Petrovics. El a fost conducătorul de necontestat al Temesköz și un loial susținător al familiei Zápolya. Totodată, el a colaborat cu Gheorghe Martinuzzi, tutorele regelui minor Ioan Sigismund. Regiunile de la Máramaros până la râul Crasna erau stăpânite de familia Drágffy-Perényi, Ecsed și Somlyó de familia Báthory, comitatul Békés de familia Patócsy, valea râului Maros (Mureș) de familia Jaksics, iar orașul Debrecen de familia Török. Comitatele Zemplén, Borsod și Abaúj (cu granițe care nu erau strict definite) erau conduse de familiile Balassa, Losonci, Bebek și Drugeth, care se bucurau de o mare autonomie.
Campania armată din 1543–1544 a lăsat liber un singur drum spre Ungaria Regală de-a lungul râului Vah, iar acest fapt a dus la scăderea numărului sprijinitorilor habsburgilor. În august 1544 comisarii din părțile centrale ale Regatului medieval al Ungariei, precum cei ai comitatelor situate de-a lungul râului Tisa, au participat cu drepturi egale la lucrările Dietei Transilvaniei de la Torda (Turda). Datorită acestei practici, din acest moment Dieta Transilvaniei a devenit succesorul Dietei Ungariei.
Cancelaria și Înalta Curte de la Buda au dispărut în timpul tulburărilor anilor 1540-1541, iar Transilvania nu a putut fi administrată în continuare de organele centrale ale puterii din Regatul Ungariei. Structurile administrative ale voievodului Transilvaniei s-au dovedit improprii administrării statului, iar Gheorghe Martinuzzi a stabilit o nouă structură a puterii și a înființat Curtea de la Gyulafehérvár (Alba Iulia).. Stările feudale și-au pierdut cu această reorganizare orice influență asupra treburilor statului.
Sașii, deși cu o atitudine prohabsburgică, au încetat să se manifeste activ din punct de vedere politic și au adoptat o poziție de opoziție pasivă. Péter Haller, magistratul regal de la Szeben (Sibiu), a fost singurul sas prezent la Curtea de la Gyulafehérvár. Secuii erau, la rândul lor, slab reprezentați la Curte.
Sprijinitorii regelui Ioan al II-lea Zápolya nu erau în general originari din Transilvania, dar ei ocupau funcțiile cele mai importante din stat. Nobilimea conducătoare a manifestat în această perioadă încredere într-o viitoare reunificare a regatului, iar Martinuzzi a acționat în această direcție.

### Stăpânirea Habsburgilor și războiul
În 1549, în conformitate cu prevederile tratatului de la Nyírbátor, ambasadorii regelui Ferdinand I și ai Isabellei Jagello Zápolya, mama regelui minor Ioan al II-lea, au semnat un acord pentru unificarea Transilvaniei cu Ungaria Habsburgică. Acordul a fost un rezultat al eforturilor lui Martinuzzi. Pe de altă parte, Isabella nu a fost de acord ca fiul ei să piardă tronul și a cerut ajutorul sultanului. Ca urmare, au izbucnit conflicte între forțele loiale Isabellei și cele ale lui Martinuzzi. Trupele prohabsburgice ale lui Martinuzzi au asediat reședința regală de la Gyulafehérvár în 1550 și 1551. Isabella avea să semneze acordul doar în 1551. După asasinarea preotului Gheorghe Martinuzzi (în maghiară :György Fráter), generalul Giovanni Battista Castaldo a ocupat Transilvania și regiunea râului Tisa, alipindu-le la Ungaria Habsburgică. Ioan al II-lea Zápolya a abdicat și a plecat cu mama lui în exil, în Polonia.
Sultanul a sesizat modificarea situației politice din regiune și în 1552 a ocupat: Veszprém, Drégely, Szolnok (Solonca), Lippa (Lipova), Temesvár (Timișoara), Karánsebes (Caransebeș) și Lugos (Lugoj). Doar castelul Eger apărat de Ștefan Dobó a rezistat atacului otoman. În 1553 Ferdinand a retras armata lui Castaldo din Transilvania, dar sultanul și-a continuat campania, iar în 1554 a ocupat Salgó și Fülek.

### Revenirea pe tron al lui Ioan al II-lea
În 1556 nobilii transilvăneni l-au rechemat în țară pe Ioan Sigismund Zápolya și, în cadrul Dietei de la Szaszsebes (Sebeș), l-au ales principe al Transilvaniei. 
„„În această zi, prin voința noastră comună, l-am ales pe fiul fostului nostru rege Ioan ca principe și rege și vom servi maiestatea și domnul nostru cu loialitate acum și în vremurile care vor veni.””
În 1568 principele Ioan al II-lea a semnat Edictul de la Turda cu privire la libertatea religioasă. Acest act va avea un impact de durată în istoria regiunii.

### Tratatul de la Speyer
În 1570 Ioan Sigismund Zápolya, fiul lui Ioan Zápolya, a renunțat la pretențiile sale la titlul de rege al Ungariei (1540–1570) în favoarea lui Maximilian al II-lea de Habsburg, care avea și el pretenții la acest titlu încă din 1563. Această renunțare a fost oficializată prin Tratatul de la Speyer din 1570, ratificat anul următor, prin care Ioan al II-lea renunța la titlul de rege în favoarea celui de „principe imperial”. Acest tratat, ca și cel mai vechi de la Oradea (Nagyvárad), făcea deosebire între diferitele părți ale Regatului maghiar, fără să nege unitatea acestuia. Transilvania și Partiumul au fost încredințate lui Ioan al II-lea Zápolya, care a renunțat la titlul regal, câștigând controlul oficial asupra Partiumului, al cărui control de facto îl deținuse și până atunci de altfel.

## Interpretări
Există două interpretări naționaliste: 
- una maghiară, care pune accent pe ideea că monarhii Habsburg nu au o pretenție legitimă la tronul Ungariei, ca urmare acest stat-rămășiță este succesorul legitim al Regatului Ungariei distrus de otomani în 1527; prin urmare, din acest punct de vedere, fostul voievodat al Transilvaniei și zonele de la vest de el incluse în acest stat sunt în esență succesorul real al Regatului Ungariei, iar Principatul există numai pe hârtie în textul Tratatelor de la Oradea și de la Speyer;
- una română, pentru care Transilvania este una din „țările române”, alături cu principatele Moldovei și Țării Românești, punând accent pe statutul similar al acestora în acea perioadă, acela de state vasale ale Imperiului Otoman.

Aceste două interpretări nu corespund cu sursele epocii, conform cărora Transilvania avea structuri statale, legi și oști proprii cu mult înainte de Tratatele de la Oradea și de la Speyer, nefiind deci nici o simplă parte din Ungaria, dar nici o „țară românească”, deoarece nu era condusă de suverani români (cu excepția celor câteva luni de domnie ale lui Mihai Viteazul care nu era ardelean), ci de suverani maghiari sau maghiarizați, proporția mare a românilor în cadrul populației fiind irelevantă în raport cu culoarea etnică a elitei conducătoare maghiare.
Istoricul Florin Constantiniu crede că cea mai obiectivă definiție este a numi Transilvania un „voievodat apoi principat multietnic și multireligios, vasal al Regatului ungar, condus de nobili maghiari, și cuprinzând o importantă populație românească”. În istoria acestui teritoriu, expresia „Regatul Ungariei Răsăritene” desemnează practic viitorul (la acea dată) Principat al Transilvaniei în cea mai mare extindere a sa, care, în schimbul tributului plătit ca vasal ai Imperiului Otoman, s-a bucurat de un grad de autonomie ridicat, intrând în jocul sferelor de influență habsburgică și otomană pentru mai mult de două secole.

## Vedeți și
- Războiul Mic în Ungaria
- Lista regilor Ungariei
- Ungaria Otomană
- Ungaria Regală
- Casa de Habsburg